# Australian Open 2016 (turniej legend mężczyzn)
Australian Open 2016 – turniej legend mężczyzn – zawody deblowe legend mężczyzn, rozgrywane w ramach pierwszego w sezonie wielkoszlemowego turnieju tenisowego, Australian Open. Zmagania miały miejsce pomiędzy 23–30 stycznia na twardych kortach Melbourne Park w Melbourne.

## Drabinka

#### Klucz
- w/o – walkower
- k – krecz
- d – dyskwalifikacja
- Q – kwalifikant
- WC – dzika karta
- LL – szczęśliwy przegrany
- Alt – zawodnik zastępczy
- PR – ochrona rankingu
- SE – specjalna przepustka
- ITF – ranking ITF
- JE – ranking juniorski

### Faza finałowa
|  |       |                                 |    |   |   |
|  | Finał |                                 |    |   |   |
|  |       |                                 |    |   |   |
|  |       |                                 |    |   |   |
|  |       |                                 |    |   |   |
|  |       | Jonas Björkman Thomas Johansson | 4  | 1 | 4 |
|  |       | Jonas Björkman Thomas Johansson | 4  | 1 | 4 |
|  |       | Thomas Enqvist Magnus Norman    | 34 | 4 | 3 |
|  |       | Thomas Enqvist Magnus Norman    | 34 | 4 | 3 |
|  |       |                                 |    |   |   |

### Grupa Newcombe
|  |                                  | Jonas Björkman Thomas Johansson    | Henri Leconte Mark Philippoussis | Wayne Ferreira Mats Wilander    | Wayne Arthurs Michael Chang        | Mecze W–L | Sety W–L | Gemy W–L | Miejsce |
|  | Jonas Björkman Thomas Johansson  |                                    | 4:3(2), 4:2 27 stycznia          | 2:4, 4:2, 4:2 26 stycznia       | 3:4(3), 4:3(2), 4:3(4) 23 stycznia | 3–0       | 6–2      | 29–23    | 1.      |
|  | Henri Leconte Mark Philippoussis | 3:4(2), 2:4 27 stycznia            |                                  | 4:1, 4:2 24 stycznia            | 4:2, 4:1 26 stycznia               | 2–1       | 4–2      | 21–14    | 2.      |
|  | Wayne Ferreira Mats Wilander     | 4:2, 2:4, 2:4 26 stycznia          | 1:4, 2:4 24 stycznia             |                                 | 4:3(3), 2:4, 4:3(4) 25 stycznia    | 1–2       | 3–5      | 21–28    | 3.      |
|  | Wayne Arthurs Michael Chang      | 4:3(3), 3:4(2), 3:4(4) 23 stycznia | 2:4, 1:4 26 stycznia             | 3:4(3), 4:2, 3:4(4) 25 stycznia |                                    | 0–3       | 2–6      | 23–29    | 4.      |

### Grupa Roche
|  |                                | Pat Cash Goran Ivanišević    | Thomas Enqvist Magnus Norman       | Mansur Bahrami Guy Forget          | Todd Woodbridge Mark Woodforde | Mecze W–L | Sety W–L | Gemy W–L | Miejsce |
|  | Pat Cash Goran Ivanišević      |                              | 3:4(4), 4:1, 2:4 27 stycznia       | 4:2, 3:4(3), 1:4 23 stycznia       | 2:4, 2:4 25 stycznia           | 0–3       | 2–6      | 21–27    | 4.      |
|  | Thomas Enqvist Magnus Norman   | 4:3(4), 1:4, 4:2 27 stycznia |                                    | 4:3(4), 3:4(3), 4:3(4) 26 stycznia | 1:4, 2:4 24 stycznia           | 2–1       | 4–4      | 23–27    | 1.      |
|  | Mansur Bahrami Guy Forget      | 2:4, 4:3(4), 4:1 23 stycznia | 3:4(4), 4:3(3), 3:4(4) 26 stycznia |                                    | nie rozegrano                  | 1–1       | 3–3      | 20–19    | 3.      |
|  | Todd Woodbridge Mark Woodforde | 4:2, 4:2 25 stycznia         | 4:1, 4:2 24 stycznia               | nie rozegrano                      |                                | 2–0       | 4–0      | 16–7     | 2.      |